# Culture Alachua
La culture Alachua est une culture archéologique de la fin de la période sylvicole du centre-nord de la Floride, datant d'environ 600 à 1700.
On la trouve dans une zone correspondant à peu près à l'actuel comté d'Alachua, la moitié nord du comté de Marion et la partie ouest du comté de Putnam. Elle a été précédée par la culture de Cades Pond (en), qui se situait à peu près dans la même région.

## Origines
L'archéologue Jerald Milanich suggère que les gens de la culture Alachua étaient des immigrants de ce qui est maintenant la Géorgie.
Les premières poteries de la culture Alachua ressemblent à celles de la culture Ocmulgee trouvées le long de la rivière Ocmulgee.
Selon ce scenario, les immigrants ocmulgees devaient déjà pratiquer l'agriculture ou l'ont adoptée peu après leur arrivée et se sont établis dans des régions montagneuses propices à l'agriculture. Ces zones avaient été peu utilisées par les habitants de Cades Pond, qui avaient occupé des zones marécageuses. La culture de Cades Pond a disparu peu après l'apparition de la culture Alachua. D'autres archéologues ont suggéré que les différents types de poteries d'Alachua se sont développés in situ, et même que la ressemblance entre les poteries d'Ocmulgee et d'Alachua résultait d'une migration de la région d'Alachua à celle d'Ocmulgee.
Les archéologues notent également la ressemblance étroite entre la culture Alachua et la poterie de la Culture de la vallée Suwannee (en) voisine, qui semble s'être développée in situ à partir de la culture de l'île de McKeithen Weeden (en).

## Périodes
La partie précolombienne de la période de la culture Alachua a été divisée en deux périodes : la période de Hickory Pond (600-1250) et la période Alachua (1250-1539). Au moment du premier contact avec les explorateurs espagnols, la zone culturelle d'Alachua était occupée par les Indiens historiques Potanos, qui est une branche des Timucuas. Ils parlaient le dialecte potano de la langue timucua.
Les sous-périodes de la période de la culture Alachua sont définies par la prévalence relative de différents types de poterie. Le type de poterie le plus courant à l'époque de Hickory Pond était le style Prairie Cord Marked. Le style Alachua Cob Marked est devenu plus répandu durant la sous-période d'Alachua. D'autres styles de poterie sont apparus tout au long de la période de la culture Alachua.
La période après 1539 a été caractérisée par l'introduction d'artefacts européens et de styles de poterie provenant d'autres cultures. La période Potano II a été marquée par le remplacement presque complet des styles de poterie traditionnels par des styles de poterie de la civilisation mississippienne (associés aux Apalaches).
Cela suggère que la province dépeuplée de Potano a été repeuplée par la Province Apalache (en), mais aucune preuve d'un tel mouvement de population n'a été trouvée dans des documents espagnols. Les outils en pierre et en os montrent peu de variation au cours de la période.

## Sites
Les peuples de la culture Alachua occupaient des hammocks en bois dur, sur des plateaux, près de ruisseaux ou de dolines.
Les sites des villages sont souvent regroupés, ce qui peut être dû au déplacement périodique d'un village dans une petite zone. Les groupes de village tendent à tomber le long des lignes, qui peuvent représenter les lignes des hammocks, ou les chemins des sentiers. Le site de Richardson 8AL100, faisant partie des sites archéologiques associés à la culture Alachua (selon le Trinomial Smithsonian) correspondrait à ville de Potano visitée par Hernando de Soto en 1539, ainsi que par San Buenaventura de Potano  lors d'une précédente expédition.
Les autres sites culturels d'Alachua comprennent Bolen Bluff, Fox Pond, Henderson Mound, Law School Mound, Rocky Point et Woodward Mound and Village.

## Subsistance
La présence de la poterie Cob Marked tout au long de la période indique que la population Alachua cultivait le maïs. Les amas coquilliers contiennent peu de coquilles d'eau douce et un plus petit nombre d'espèces animales que ceux de Cades Pond. Cela indique une réduction de la chasse et de la cueillette comme sources de nourriture, comparativement à la culture précédente de Cades Pond. Une analyse plus détaillée des ressources alimentaires utilisées par le peuple de la culture Alachua n'a pas été faite. On trouve des cimetières monticules dans la région, qui n’ont cependant pas fait l'objet de fouilles approfondies. Des fosses de stockage et des indications d'autres structures, y compris une maison circulaire sur un site, ont été trouvées dans des villages.